# Polarisierung (Politik)
Unter Polarisierung versteht man in politischen Zusammenhängen entweder eine zu Kontroversen führende soziale Differenzierung oder eine Verstärkung von Meinungsunterschieden. Oft ist beides miteinander verbunden. Polarisierung trägt einerseits zur Verdeutlichung der Unterschiede bei, also zu ihrer leichteren Verständlichkeit, und verstärkt andererseits die politischen Spannungen.
Mit der Meinungsbildung beschäftigt sich die empirische Sozialforschung, mit sozialen Ungleichheiten die Ungleichheitsforschung. Ganz allgemein das Phänomen des Unterschieds behandelt die Systemtheorie unter dem Schlagwort Differenz.

## Unterscheidung und Formen
Da Polarisierung im bildungssprachlichen Kontext oftmals entweder eine Art der „Aufspaltung (in zwei Lager o. Ä.), bei der die Gegensätze deutlich hervortreten“ oder die „Herausbildung einer Gegensätzlichkeit“ beschreibt, ist es wichtig, auch die politische Polarisierung immer unter dem Fokus der jeweiligen (sozialwissenschaftlichen) Disziplin zu betrachten, zu welchem sie konzipiert ist. Aus kommunikationswissenschaftlicher Sicht lassen sich z. B. zwei zentrale Formen unterscheiden. Beide Konzepte vereinen den Ansatz, dass Polarisierung für das Vertreten einer starken politischen Position steht.

### Themenbezogene Polarisierung
Diese Form fokussiert auf der Haltung bzw. Einstellung eines Menschen gegenüber einem konkreten politischen Thema oder allgemein einer spezifischen Frage. Wird oder ist diese bereits extrem, spricht man von politischer Polarisierung. Somit kann hier Polarisierung als Prozess, bei dem sich die eigene Meinung von anfänglich gemäßigten Positionen immer mehr zum Extremen hin verändert, oder aber als Zustand, welcher eine bereits polarisierte Meinung beschreibt, veranschaulicht werden. Wichtig ist an dieser Stelle die Abgrenzung der themenbezogenen Polarisierung gegenüber dem Extremismus. Dieser beinhaltet nämlich nicht nur extreme politische Einstellungen oder Ideologien, sondern auch die Ablehnung des demokratischen Staates sowie die Bereitschaft diesen abzuschaffen.

### Gruppenbezogene Polarisierung
Die gruppenbezogene Polarisierung, manchmal auch affektive Polarisierung genannt, behandelt die Bewertung von ganzen politischen Gruppen wie Parteien oder anderen themenbezogenen Gruppen durch Einzelpersonen. Konkret beinhaltet sie die Tendenz, eine Sympathie für die politische Eigengruppe (Ingroup) und gleichzeitig eine starke Antipathie gegenüber der politischen Fremdgruppe (Outgroup) zu hegen. Um die Einstellung von Personen bezüglich ganzen Gruppen erfassen zu können, wird hier also nicht wie bei der themenbezogenen Polarisierung nach persönlichen Meinungen zu politischen Sachlagen, sondern nach Gefühlslagen zu verschiedenen sozialen Gruppen gefragt. Das kann z. B. mit einem sogenannten „Feeling Thermometer“ erfolgen, bei welchem Wähler jeweils angeben, wie stark positive bzw. negative Gefühle sie gegenüber der (eigenen) Ingroup im Vergleich zur (fremden) Outgroup verspüren. Die Auswertung dieser Angaben wird dazu benutzt, um festzustellen, wie stark wohlwollend bzw. ablehnend sich zwei oder mehr politische Gruppen gegenüberstehen.

## Treiber

### Selective Exposure
Als Grundlage von Selective Exposure wird oft Festingers Theorie der kognitiven Dissonanz angeführt. Dieser Theorie folgend, versuchen Menschen ein positives und in sich konsistentes Selbstbild anzustreben. Dieses Selbstbild ist gegeben, wenn eine Person im Einklang mit ihren Einstellungen agiert. Treffen zwei Kognitionen aufeinander, die sich widersprechen oder im Konflikt miteinander stehen, tritt der Zustand kognitiver Dissonanz auf, welcher vom Menschen als unangenehm wahrgenommen wird. In solchen Situationen ist der Mensch motiviert, diesen Zustand zu beenden und eine gewünschte Konsonanz zwischen Kognitionen wiederherzustellen.
Die Theorie der kognitiven Dissonanz beinhaltet also die Erklärung für das empirisch bestätigte Phänomen, dass Menschen dazu neigen, jene Informationen bevorzugt wahrzunehmen, die im Einklang mit den bestehenden Einstellungen stehen. Die Echokammer-Theorie begreift Polarisierung als Folge einer fehlenden Konfrontation mit dissonanten Informationen. Im Rahmen politischer Kommunikation kann sich diese menschliche Tendenz darin äußern, dass Menschen sich nur von anderen Personen umgeben oder sich den Medienangeboten aussetzen, die mit ihnen politisch im Einklang stehen und Menschen oder Informationen vermeiden, die den eigenen Kognitionen widersprechen.

### Homophilie
Die politische Face-to-Face-Kommunikation bezieht sich auf den (eher) nicht medialen Kontext, da ein wesentlicher Anteil der politischen Kommunikation von Angesicht zu Angesicht – u. a. auf der Arbeit, im Verein oder Zuhause – geschieht. Personen umgeben sich demnach von Menschen, welche ihnen ähnlich sind, da damit die kognitive Konsonanz angestrebt wird.
Es wird befürchtet, dass aufgrund von homophilen Mechanismen anstatt dem Austausch unterschiedlicher Vorstellungen und Meinungen eine Bildung von politisch homogenen Gruppen stattfindet. Die Mitglieder einer Gruppe können sich bestärken, da sie untereinander oftmals die gleichen Meinungen und Informationen teilen. Damit geht die Begrifflichkeit der Gruppenpolarisierung einher.
Homophilie wird demnach durch das Internet gefördert, da sie auch die kleinsten Interessengemeinschaften verbindet und begünstigen kann, und dies nicht nur zu einem geringen Aufwand, sondern auch über die räumliche Distanz hinweg. Die homophile Sortierung kann demnach zur Entstehung von Echokammern führen. Durch die Möglichkeit der sozialen Vernetzung auf sozialen Netzwerksystemen kann Polarisierung möglicherweise noch verstärkter auftreten.
Der Begriff der Echokammern zielt darauf ab, dass sich in diesen virtuellen Räumen ausschließlich Gleichgesinnte bezüglich Verhaltensweisen und Meinungen befinden.
Das alles hat zur Folge, dass Menschen soziale Identitäten entwickeln, da sie Teile ihres Seins über die Gruppen definieren, denen sie angehören, zugehörig sein wollen oder anstreben. Vorausgesetzt wird dabei, dass sich der einzelne Mensch nicht mehr als selbstständiges Individuum fühlt und wahrnimmt, sondern ausschließlich Teil einer Gemeinschaft werden möchte, was unter der Begrifflichkeit der Depersonalisierung zusammengefasst werden kann.

### Technische Treiber: Algorithmen und Filter
Ein weiterer möglicher Treiber für Polarisierung ist die Selektion durch technologische Filtersysteme und eine damit verbundene Individualisierung der Medienangebote.
Algorithmen, vor allem also Computerprogramme, fördern die politische Polarisierung, da sie bereits durch Inhalte, welche mit den geäußerten Bedürfnissen kongruent sind, die Konsonanz der Nutzer begünstigen. Inhalte werden demnach im Vorfeld ausgewählt, selektiert, gewichtet und dies alles unter der Funktionsweise der Automatik. Über die Arbeitsweise solcher technischer Systeme ist wenig bekannt und die tatsächliche Größe des Effekts dieser Systeme ist wegen mangelndem Datenzugang kaum verlässlich messbar.
Gerade in den sozialen Netzwerken ist eine erhöhte Wahrscheinlichkeit vorhanden, auf Information zu stoßen, die der eigenen Meinung entspricht. Im Extremfall könnte dies die Nutzer von anderweitigen Informationen distanzieren und isolieren, die ihren eigenen Einstellungen widersprechen und so Filterblasen entstehen lassen.
Es ist wahrscheinlich, dass eine konsonant selektive Zuwendung zu Informationen, die durch Algorithmen in sozialen Netzwerken verstärkt wird und eine ebenfalls algorithmisch verstärkte homophile Sortierung die Polarisierung begünstigen.

## Empirische Befunde
Viele Studien bestätigen Polarisierungseffekte durch persönliche Selektion von Medien, vor allem im Zweiparteiensystem der USA. Dies unterscheidet sich jedoch deutlich von den Mehrparteiensystemen in anderen Ländern, wo nicht unbedingt eine klare politische Gegenseite existiert, wodurch eine mögliche Polarisierung abgeschwächt wird. Befunde von Studien in Ländern mit einem Mehrparteiensystem variieren, abhängend von vielen Faktoren wie z. B. der politischen Position der Bürger und der Darbietung von Politik in den Medien. Es ist aber klar, dass Polarisierung vor allem dadurch entsteht, dass die eigenen Vorstellungen auf die Bevölkerungsmehrheit projiziert werden.
Polarisierung im Zusammenhang mit persönlicher Selektion wurde also bereits vielfach untersucht, dies gilt aber nicht für die algorithmisch verstärkte Selektion. Die Vermutung liegt nahe, dass durch Algorithmen Polarisierungseffekte verstärkt werden, da sie einseitige Selektion begünstigen. In der Forschung finden sich aber wenige Belege dafür. So wurde z. B. das Web Browsing-Verhalten von 50.000 US-Bürgern, die regelmäßig Online-News konsumieren, untersucht, um den Effekt auf die ideologische Trennung zu überprüfen. Tatsächlich fand man heraus, dass Artikel, welche über soziale Medien oder Suchmaschinen gefunden wurden, die ideologische Trennung verstärken und damit eher polarisieren als Artikel, welche direkt auf der Nachrichtenseite gelesen wurden. Man fand aber auch heraus, dass soziale Medien und Suchmaschinen trotz ihrer polarisierenden Wirkung mehr gegensätzliche Meinungen und Perspektiven aufzeigen. Weiter wurde schon in einer Untersuchung ein Jahr früher mit einer ähnlichen Methodik aufgezeigt, dass eine Korrelation von algorithmischen Nachrichtenquellen mit parteipolitischer und thematischer Polarisierung besteht.
Weitere Studien führten zum Ergebnis, dass eine Polarisierung durch Social-Media-Nutzung nur marginal vorhanden ist. In einer Studie zu User-Kommentaren wurde z. B. festgestellt, dass ein offen zugängliches, vielfältiges öffentliches Forum nicht zu Polarisierung führt, sondern viel mehr dazu beitragen kann, die Ansichten im Laufe der Zeit zu regulieren und zu moderieren. Dies folgt den Grundannahmen, wie Gruppen Individuen allgemeiner beeinflussen. Diese Annahmen werden durch eine weitere Studie zum Thema Depolarisierung durch Netzwerkeffekte bestätigt. Im Gegensatz zu Echokammern, in denen Bürger in erster Linie gleichgesinnten politischen Ansichten ausgesetzt sind, zeigen Studien, dass die meisten Social-Media-Nutzer Informationen aus verschiedenen Blickwinkeln erhalten. Der Kontakt mit politischer Vielfalt in sozialen Medien hat also auch positive Auswirkungen auf die politische Moderation und reduziert massenpolitische Polarisierung.

## Polarisierung in Deutschland
Einer Allensbach-Umfrage aus dem Jahr 2022 nach sind in Westdeutschland 48 Prozent und in Ostdeutschland 57 Prozent der Ansicht, dass sich Meinungen unversöhnlich in Streitfragen gegenüber stünden. Das betrifft vor allem die Themen Corona-Pandemie, Einwanderungspolitik und Ukraine-Krieg. Seit 2015 verfestige sich bei 50 bis 60 Prozent der Bevölkerung die Vorstellung, dass politische Themen die Menschen trennten. Seit 2019 ist der Anteil derer, die sich mit Andersdenkenden austauschen, von 45 auf 37 Prozent zurückgegangen. Da es zwischen den vier Parteien der politischen Mitte oft nur graduelle Unterschiede gäbe, verzeichneten Koalitionen der politische Mitte dennoch einen Rückhalt von 70 bis 80 Prozent der Wahlberechtigten.
Der Berliner Polarisierungsmonitor definiert das Zusammenspiel aus Meinungen und Gefühlen als "Affektive Polarisierung". Die Daten des Monitors zeigen, dass "hohe affektive Polarisierung schon heute mit viel politischem Stress" einhergeht. Es wird befürchtet, dass es in Deutschland zu einer destruktiven Lagerbildung mit zu viel affektiver Polarisierung kommen kann, die sich an grundsätzlichen Fragen festmacht.
Ob es schon zu einer Spaltung der deutschen Gesellschaft gekommen ist, wird von den Experten unterschiedlich beurteilt. Steffen Mau, Thomas Lux und Linus Westheuser gehen von einer zerklüfteten Gesellschaft aus. Empirische Befunde einer "gleichzeitigen kulturellen, materiellen und politischen Polarisierung der Gesellschaft" lägen nicht vor. Die Schere zwischen Arm und Reich öffne sich zwar, aber diese Ungleichheit errege die Gemüter nur wenig. Arbeitgeber und Arbeiter orientierten sich an dem Prinzip der Leistungsbereitschaft, während die akademisierten Angestellten an "privater Statussicherung" interessiert seien. Eine "Bruchstelle der kollektiven Solidarität" zeige sich allerdings beim Thema Bürgergeld und Sozialleistungen für Flüchtlinge.
Andreas Reckwitz beschreibt in seinem Buch "Die Gesellschaft der Singularitäten" einen gesellschaftlichen Wandel in allen Lebensbereichen von den 70er bis heute hin zur Singularisierung. Die Veränderungen spiegeln sich in einer Entindustrialisierung, der Herausbildung einer Dienstleistungsgesellschaft, einer Bildungsexpansion und einer „Kulturalisierung der Ökonomie“ wider. Ein Drittel der Bevölkerung formten als Akademiker eine neue Mittelklasse. In der traditionellen Mittelklasse und einer neuen Unterklasse bildeten die "Erfahrung der Entwertung und des Abgehängtseins" den Nährboden für politischen Populismus. Der Zusammenhalt in der Gesellschaft sei durch die Vereinzelung, das Auseinanderfallen traditioneller Milieus und den Verlust des gesellschaftlichen Konsens verloren gegangen.
Die Vermutung, dass die neue "postindustrielle Mittelklasse" sich zunehmend in den Metropolen konzentriert, während die alte Mittelklasse und prekäre Soziallagen sich eher im kleinstädtischen und ländlichen Raum finden, bestätigt sich nach Dirk Konietzka und Yevgeniy Martynovych nicht. Der Anteil der oberen und unteren Dienstklasse als Repräsentanten der neuen Mittelklasse betrug allerdings 2018 in den nordost- und westdeutschen Metropolen in der jüngeren Altersgruppe (25–34 Jahre) 40 % und in den süddeutschen Städten sogar 50 %.